# Hudson Jet
Hudson Jet — компактный легковой автомобиль, выпускавшийся Hudson Motor Car Company в Детройте, штат Мичиган с 1953 по 1954 модельный год. Компания приняла решение разработать Jet для конкуренции с популярным Nash Rambler, вместо того, чтобы модернизировать свою линейку полноразмерных моделей из-за нехватки средств. Вопреки ожиданиям, Jet не пользовался популярностью на рынке, где господствовали машины Rambler, выпускаемые Nash. Провал Jet побудил руководство Hudson объединиться с Nash-Kelvinator, сформировав тем самым American Motors Corporation.

## История

### Разработка
Первые прототипы назывались «Bee» (пчела), по аналогии с Wasp (оса) и Hornet (шершень).
Идея разработки новой машины принадлежала президенту компании А. Э. Бэриту (A.E. Barit). Он поручил инженерам выпустить компактный автомобиль со всеми удобствами полноразмерной машины (такими, как высокая посадка, большой объём и т. д.). Бэрит настоял на использовании дизайна передних фар и задних фонарей, заимствованного у Oldsmobile. Некоторые изменения были внесены по просьбе Джима Морана (Jim Moran), крупнейшего дилера Hudson в Чикаго, штат Иллинойс. Согласно Морану, автомобили получили заднее стекло и линию крыши, аналогичную Ford 1952 года.
Новый компактный автомобиль оснащался рядным 6-цилиндровым двигателем Hudson рабочим объёмом 202 куб. дюйма (3,3 л) и мощностью 78 кВт (106 л. с.). Опционально мог ставиться двигатель «Twin-H power» с двумя однокамерными карбюраторами, степенью сжатия 8.0:1 и мощностью 114 л. с. (85 кВт). 202-кубовый двигатель на самом деле являлся переработкой 212-кубового мотора Hudson 1947 года с усовершенствованной системой смазки.

### 1953
Jet был представлен в 1953 модельном году и предлагался с кузовами 2 и 4-дверный седан в двух комплектациях — «Standard» и «Super-Jet».
На момент появления конкурентами Jet являлись Henry J, Nash Rambler и Willys Aero. Размеры Jet были меньше, чем у Henry J и Willys Aero. Журнал «Kiplinger’s Personal Finance» отмечал хорошие ходовые качества, видимость, низкий шум и мощность. С двигателем «Twin-H power» Jet имел бо́льшую мощность, чем стандартные полноразмерные двигатели Ford, Chevrolet и Plymouth.
Хотя и в 1953 году «старшие» Hudson базировались на дизайне «step-down» 1948 года, они выглядели более изящными, нежели новые Jet. Jet выпускались только с кузовами седан, в то время, как Nash Rambler мог иметь кузов универсал, хардтоп и кабриолет. Несмотря на хорошее оборудование, стоимость Jet была выше, чем у полноразмерных седанов Chevrolet, Ford и Plymouth.
Стандартная комплектация включала в себя обогреватель, противоугонные замки, вентилятор, двойной звуковой сигнал, колёсные колпаки на всех колёсах, пепельницу и подсветку замка зажигания. Для сравнения, в 1953 году установка обогревателя на Cadillac обходилась в $199.
Для популяризации новой модели, Hudson проводил маркетинговые акции, такие как «Tea Cup Test».

### 1954

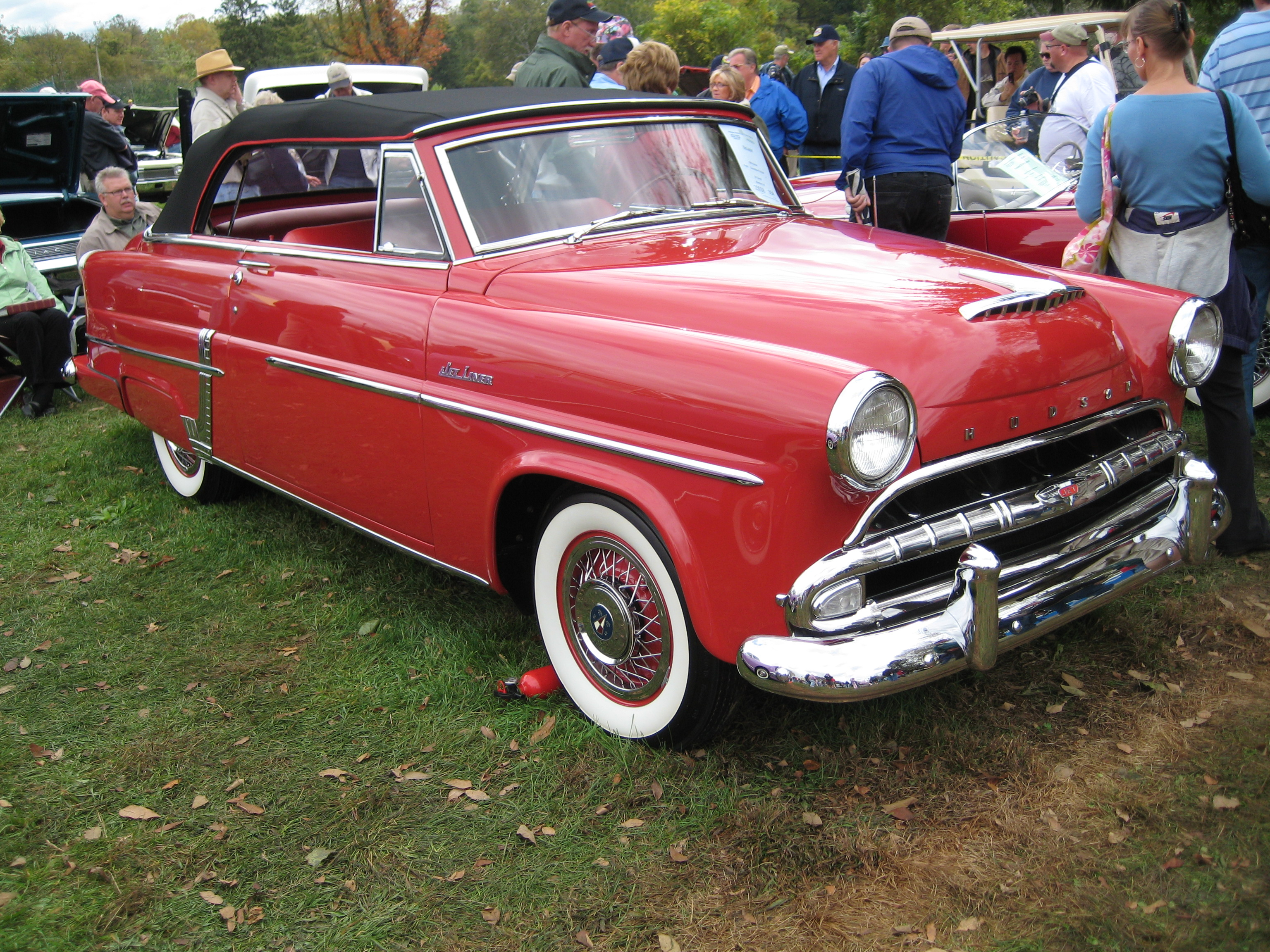
Кабриолет Hudson Jet-Liner, выпущенный в единственном экземпляре

В 1954 году Jet подвергся незначительным изменениям; кроме того, была добавлена новая люксовая комплектация «Jet-Liner», отличавшаяся улучшенной отделкой. В качестве эксперимента в единственном экземпляре был выпущен автомобиль с кузовом кабриолет, собственником которого стал менеджер по продажам Hudson Вирджил Бойд (Virgil Boyd).
Производство составило 14,224 экземпляров против 21,143 в 1953 году.
Не имея средств для дальнейшего развития, Бэрит был вынужден обратиться к руководству Nash-Kelvinator с предложением об объединении. Он надеялся, что с созданием объединённой American Motors модель Jet займёт достойное место на рынке компактных машин.
Однако спустя некоторое время после слияния двух компаний, выпуск Jet был прекращён, а в линейке компактных машин под маркой Hudson стали продаваться модели Nash Rambler и Nash Metropolitan.
Американский историк Ричард М. Лэнгворт (Richard M. Langworth) называл Jet «автомобилем, торпедировавшем Hudson» («the car that torpedoed Hudson»). В то время «ценовые войны» между Ford и Chevrolet привели к краху таких автопроизводителей, как Packard, Studebaker и Willys.